# Тамаринд
Тамари́нд инди́йский, или Инди́йский фи́ник (лат. Tamaríndus índica) — растение семейства бобовых (Fabaceae), единственный вид рода тамаринд. Это тропическое дерево, родиной которого является Восточная Африка, в том числе сухие лиственные леса Мадагаскара. В диком виде произрастает в Судане, но в настоящее время растение распространено на территории большинства тропических стран Азии, куда оно попало благодаря культивированию ещё за несколько тысяч лет до нашей эры. В XVI веке интродуцирован в Мексике и в Южной Америке. Культивируется в тропиках всех континентов.

## Описание

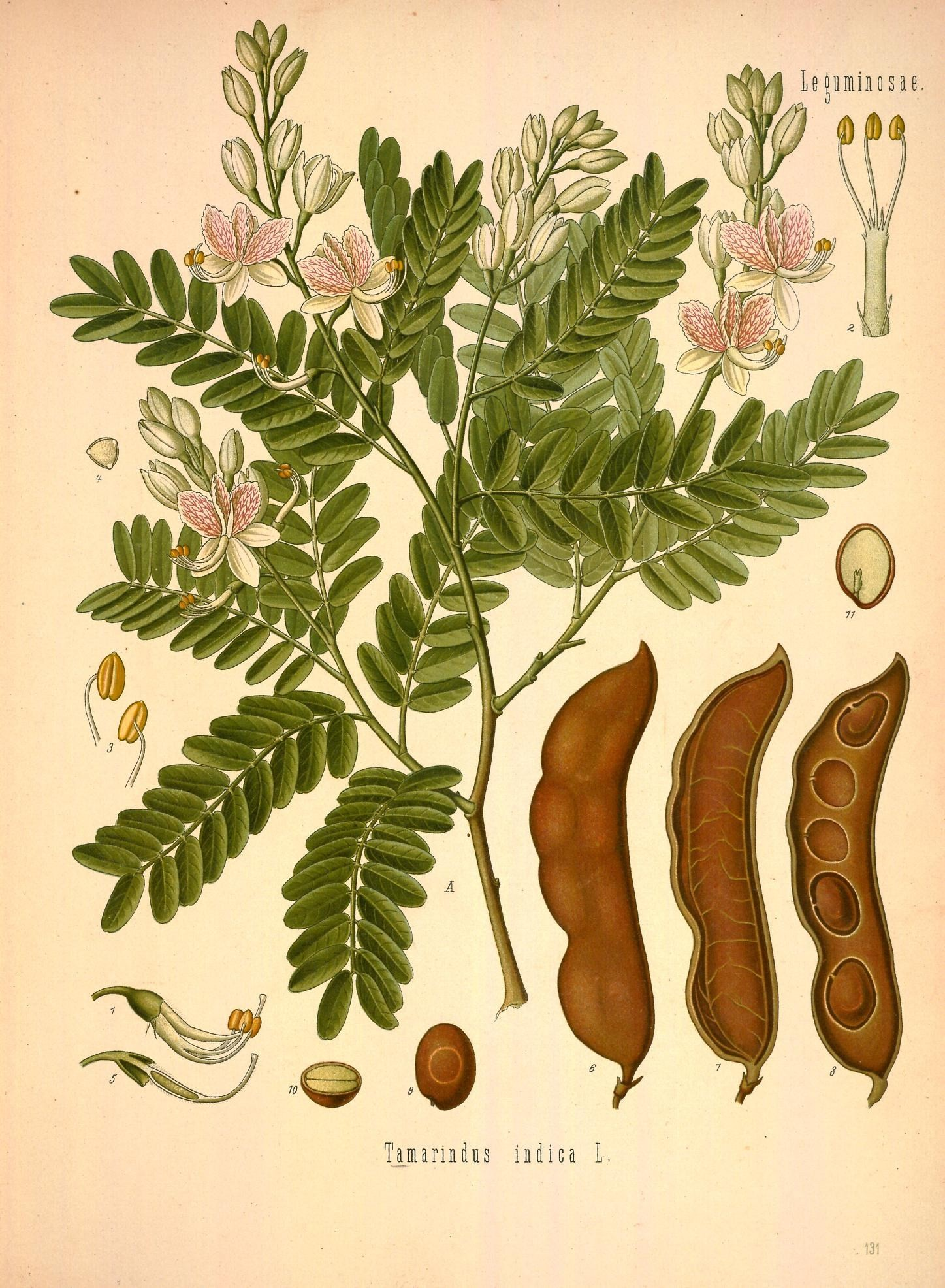

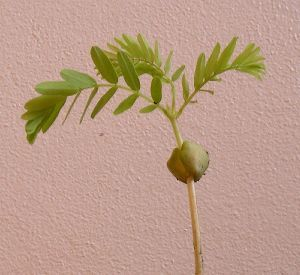
Сеянец тамаринда

Тамаринд — долгоживущее дерево среднего роста, максимальная высота кроны которого достигает 25 метров. Крона имеет неправильный, вазообразный контур из густой листвы. Дерево остаётся вечнозелёным в регионах без сухих сезонов. Будучи тропическим видом, он чувствителен к морозам. Древесина состоит из плотной тёмно-красной сердцевины (ядровой древесины) и мягкой желтоватой заболони.
Листья очерёдные парноперистосложные, состоят из 10—40 тонких листочков.
Цветки розовые неправильные пятичленные, собраны в соцветия.
Плод — коричневый боб около 20 см длиной и 2—3 см шириной, состоит из мясистого перикарпа и множества плотных семян. Семена могут надрезаться для ускорения прорастания.

## Название на разных языках
Тамаринд также называют индийским фиником, это перевод с арабского تمر هندي tamr hindī. В Малайзии его называют асам на малайском языке и сви боэй на диалекте хоккиен. В Индонезии он также зовётся асем (или асам) Jawa (означает яванский асам) на индонезийском языке. На Филиппинах его называют — «сампалок». В Индии он называется इमली имли (на хинди), тетул — তেঁতুল (бенгальский), сиямбала — සියඹලා (сингальский язык), чинтачетту — Chintachettu (дерево) и чинтапанду — Chintapandu (плоды) на (телугу), а на тамильском புளிய и малаяламе പുളി — пули (puli). На языке каннада — хунасе ಹುಣಸೆ. На малагасийском — воамадило (voamadilo). Соответствующий вьетнамский термин — ме. В Таиланде его называют มะขาม ма-кхам. Тамаринд является символом тайской провинции Пхетчабун.
Ещё одно название тамаринда, упоминаемое в 6-томной «Жизни растений» под ред. акад. А. Л. Тахтаджяна — «дакар». На немецком языке название очень похожее — Tamarinde. В китайском языке — 甜角, 罗望子, 木罕 (калькирование с тайского) и 酸豆属.

## Хозяйственное значение и применение
Мякоть плода съедобна. Она используется в качестве специи как в азиатской, так и в латиноамериканской кухнях. Является важным ингредиентом популярных в Великобритании вустерского соуса и фруктового соуса HP (HP sauce). Мякоть зелёных плодов весьма кислая на вкус и используется в приготовлении острых блюд. Зрелые плоды слаще и могут использоваться для приготовления десертов, напитков, закусок.
Используют консервированную сахарным сиропом мякоть плодов, представляющую бурую вязкую массу приятного кисловато-сладкого фруктового вкуса, в которой содержатся волокна мезокарпа и красновато-бурые блестящие гладкие твёрдые семена закруглённо-квадратной формы.
В храмах азиатских стран мякоть тамаринда используют для очистки латунных украшений от окислов, жира и патины.
Древесина имеет насыщенный красный цвет. Благодаря плотности и прочности древесина тамаринда используется для изготовления мебели и напольных покрытий. Из ветвей дерева изготавливали также и розги.
Тамариндовое дерево весьма распространено в Южной Индии и используется там, кроме всего прочего, для создания тени над дорогами. Деревья облюбовали обезьяны, которые лакомятся спелыми плодами.
Плоды содержат органические кислоты, инвертный сахар, пектиновые вещества. Применяется как лёгкое слабительное, особенно для детей, а настой — как освежающий напиток при лихорадке. Из мякоти получают пектин.
Мякоть, листья и кора применяются также и в медицине.
К примеру, на Филиппинах листья традиционно используются для приготовления травяного чая, который снимает лихорадку при малярии. Благодаря своим целебным свойствам тамаринд используется в Аюрведе для лечения болезней пищеварительного тракта.

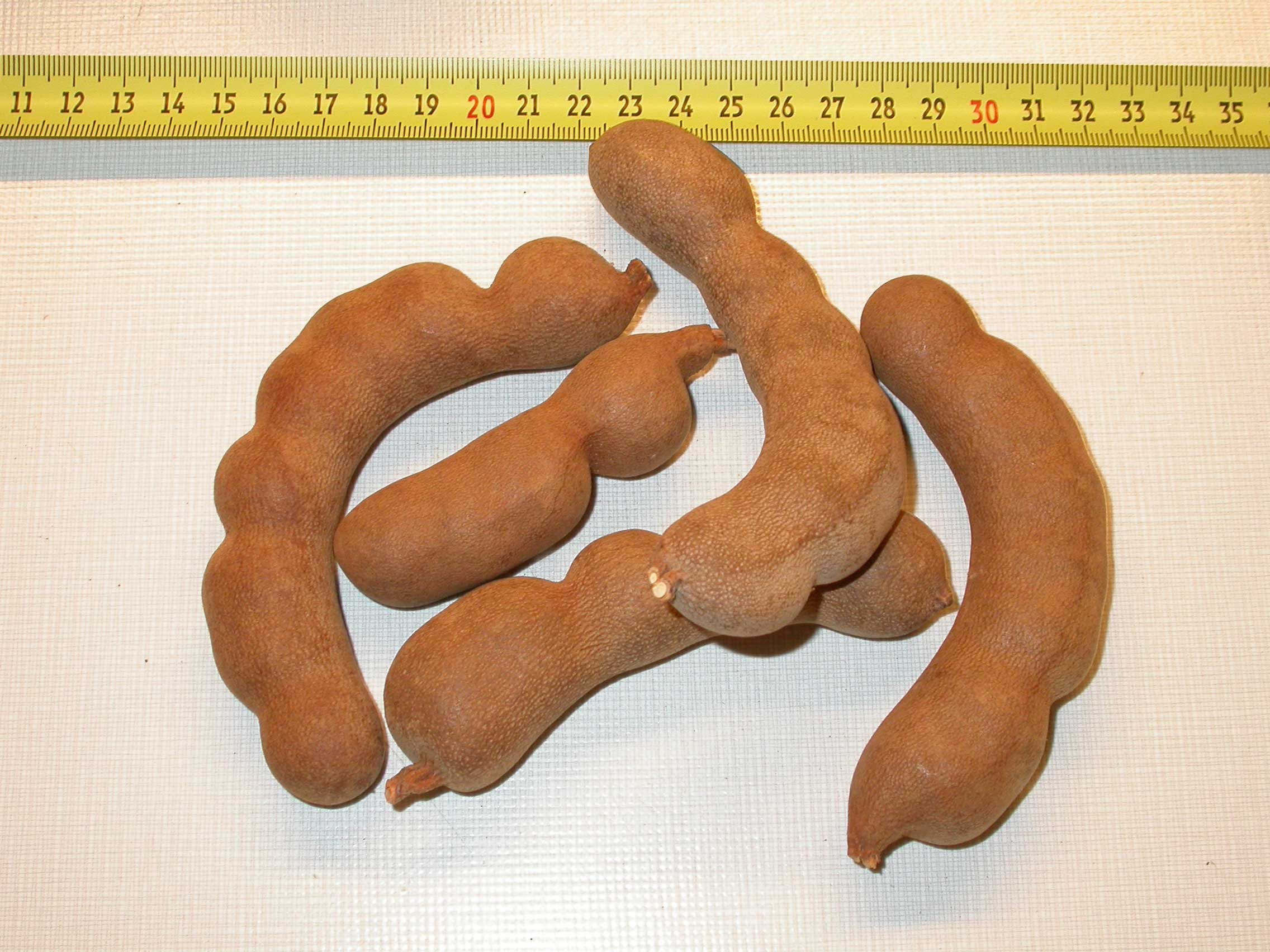
Плоды тамаринда

Тамаринд является непременным компонентом кухни Южной Индии, где применяется для приготовления кузамбу (самбара), популярного в Тамилнаде жидкого блюда под названием пуликкузамбу, риса пулийодарай и различных вариаций чатни. Тамаринд продаётся в виде сладостей в Мексике (например, пулпариндо) и во всевозможных видах (сушёный, солёный, засахаренный, замороженный) в Южной Азии. Пад-тай — одно из наиболее популярных блюд тайской кухни, основной вкус которому придаёт тамаринд.
Тамариндовый соус подают к баранине.

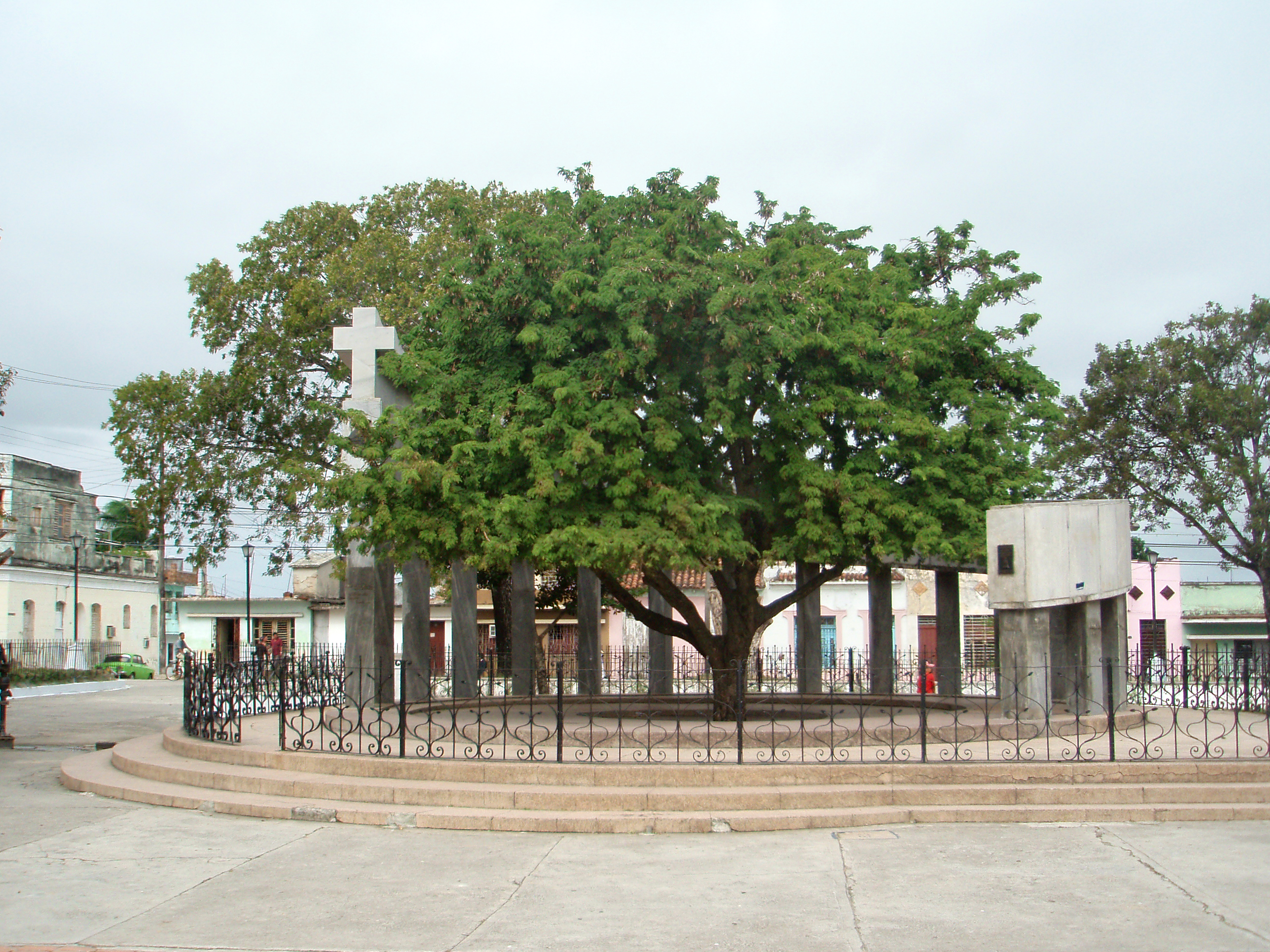
Тамаринд, посаженный на месте основания города Санта-Клара на Кубе

В Латинской Америке, особенно в Мексике, а также в среде эмигрантов из Латинской Америки в США тамаринд весьма популярен, его плоды используются во всевозможных видах блюд. Тамариндо — твёрдые конфеты и леденцы с характерным ароматом и вкусом.
Тамаринд является официальным деревом Санта-Клары на Кубе и изображён на городском гербе.

## Метафорическое употребление
На мексиканском сленге (особенно в Мехико), «тамариндами» называют регулировщиков дорожного движения из-за характерного цвета их униформы. Ранее точно так же и по той же причине называли солдат правительственной армии.